# Box-office 2010 au Canada et aux États-Unis
Cet article traite du box-office de 2010 au Canada et aux États-Unis.

## Classement
| Rang | Titre                                                | Pays                                            | Réalisateur                   | Budget en USD | Recettes      | Week-End |
| ---- | ---------------------------------------------------- | ----------------------------------------------- | ----------------------------- | ------------- | ------------- | -------- |
| 1.   | Toy Story 3                                          | Drapeau des États-Unis                          | Lee Unkrich                   | 200 000 000   | 415 004 880 $ | 24 (fin) |
| 2.   | Alice au pays des merveilles                         | Drapeau des États-Unis                          | Tim Burton                    | 200 000 000   | 334 191 110 $ | 18 (fin) |
| 3.   | Iron Man 2                                           | Drapeau des États-Unis                          | Jon Favreau                   | 200 000 000   | 312 128 345 $ | 15 (fin) |
| 4.   | Twilight, Chapitre III : Hésitation                  | Drapeau des États-Unis                          | David Slade                   |               | 300 531 751 $ | 16 (fin) |
| 5.   | Harry Potter et les Reliques de la Mort - 1re partie | Drapeau des États-Unis · Drapeau du Royaume-Uni | David Yates                   | 125 000 000   | 295 001 070 $ | 20 (fin) |
| 6.   | Inception                                            | Drapeau des États-Unis · Drapeau du Royaume-Uni | Christopher Nolan             | 160 000 000   | 292 576 195 $ | 25 (fin) |
| 7.   | Moi, moche et méchant                                | Drapeau des États-Unis                          | Pierre Coffin et Chris Renaud |               | 251 513 985 $ | 28 (fin) |
| 8.   | Shrek 4 : Il était une fin                           | Drapeau des États-Unis                          | Mike Mitchell                 | 150 000 000   | 238 736 787 $ | 16 (fin) |
| 9.   | Dragons                                              | Drapeau des États-Unis                          | Dean DeBlois et Chris Sanders |               | 217 581 231 $ | 17 (fin) |
| 10.  | Raiponce                                             | Drapeau des États-Unis                          | Nathan Greno et Byron Howard  | 260 000 000   | 199 441 791 $ | 20 (fin) |
| 11.  | Karaté Kid                                           | Drapeau des États-Unis                          | Harald Zwart                  |               | 176 591 618 $ | 15 (fin) |
| 12.  | Tron : L'Héritage                                    | Drapeau des États-Unis                          | Joseph Kosinski               | 150 000 000   | 172 051 787 $ | 17 (fin) |
| 13.  | True Grit                                            | Drapeau des États-Unis                          | Joel et Ethan Coen            |               | 170 760 874 $ | 16 (fin) |
| 14.  | Le Choc des titans                                   | Drapeau des États-Unis                          | Louis Leterrier               | 125 000 000   | 163 214 888 $ | 16 (fin) |
| 15.  | Copains pour toujours                                | Drapeau des États-Unis                          | Dennis Dugan                  |               | 162 001 186 $ | 18 (fin) |
| 16.  | Mon beau-père et nous                                | Drapeau des États-Unis                          | Paul Weitz                    |               | 148 438 600 $ | 12 (fin) |
| 17.  | Megamind                                             | Drapeau des États-Unis                          | Tom McGrath                   |               | 148 415 853 $ | 16 (fin) |
| 18.  | Le Discours d'un roi                                 | Drapeau du Royaume-Uni                          | Tom Hooper                    | 14 000 000    | 135 453 143 $ | 18 (fin) |
| 19.  | Le Dernier Maître de l'air                           | Drapeau des États-Unis                          | M. Night Shyamalan            |               | 131 601 062 $ | 12 (fin) |
| 20.  | Shutter Island                                       | Drapeau des États-Unis                          | Martin Scorsese               | 80 000 000    | 128 012 934 $ | 16 (fin) |
| 21.  | Very Bad Cops                                        | Drapeau des États-Unis                          | Adam McKay                    |               | 119 219 978 $ | 15 (fin) |
| 22.  | Salt                                                 | Drapeau des États-Unis                          | Phillip Noyce                 | 110 000 000   | 118 311 368 $ | 14 (fin) |
| 23.  | Jackass 3D                                           | Drapeau des États-Unis                          | Jeff Tremaine                 |               | 117 229 692 $ | 14 (fin) |
| 24.  | Valentine's Day                                      | Drapeau des États-Unis                          | Garry Marshall                | 52 000 000    | 110 485 654 $ | 12 (fin) |
| 25.  | Black Swan                                           | Drapeau des États-Unis                          | Darren Aronofsky              | 13 000 000    | 106 882 290 $ | 19 (fin) |
| 26.  | Robin des Bois                                       | Drapeau des États-Unis                          | Ridley Scott                  | 200 000 000   | 105 269 730 $ | 12 (fin) |
| 27.  | Le Monde de Narnia : L'Odyssée du Passeur d'Aurore   | Drapeau des États-Unis                          | Michael Apted                 |               | 104 383 624 $ | 18 (fin) |
| 28.  | Expendables : Unité spéciale                         | Drapeau des États-Unis                          | Sylvester Stallone            | 80 000 000    | 103 068 524 $ | 10 (fin) |
| 29.  | Date Limite                                          | Drapeau des États-Unis                          | Todd Phillips                 |               | 100 539 043 $ | 12 (fin) |
| 30.  | Yogi l'Ours                                          | Drapeau des États-Unis                          | Eric Brevig                   |               | 100 246 011 $ | 16 (fin) |

## Classement par week-end
| #  | Date              | Film no 1                                            | Recettes      |
| -- | ----------------- | ---------------------------------------------------- | ------------- |
| 1  | 1er janvier 2010  | Avatar                                               | 68 490 688 $  |
| 2  | 8 janvier 2010    | Avatar                                               | 50 306 217 $  |
| 3  | 15 janvier 2010   | Avatar                                               | 42 785 612 $  |
| 4  | 22 janvier 2010   | Avatar                                               | 34 944 081 $  |
| 5  | 29 janvier 2010   | Avatar                                               | 31 280 029 $  |
| 6  | 5 février 2010    | Cher John                                            | 30 468 614 $  |
| 7  | 12 février 2010   | Valentine's Day                                      | 56 260 707 $  |
| 8  | 19 février 2010   | Shutter Island                                       | 41 062 440 $  |
| 9  | 26 février 2010   | Shutter Island                                       | 22 665 205 $  |
| 10 | 5 mars 2010       | Alice au pays des merveilles                         | 116 101 023 $ |
| 11 | 12 mars 2010      | Alice au pays des merveilles                         | 62 714 076 $  |
| 12 | 19 mars 2010      | Alice au pays des merveilles                         | 34 189 969 $  |
| 13 | 26 mars 2010      | Dragons                                              | 43 732 319 $  |
| 14 | 2 avril 2010      | Le Choc des Titans                                   | 61 235 105 $  |
| 15 | 9 avril 2010      | Le Choc des Titans                                   | 26 633 209 $  |
| 16 | 16 avril 2010     | Kick-Ass                                             | 19 828 687 $  |
| 17 | 23 avril 2010     | Dragons                                              | 15 350 213 $  |
| 18 | 30 avril 2010     | Freddy - les Griffes de la nuit                      | 32 902 299 $  |
| 19 | 7 mai 2010        | Iron Man 2                                           | 128 122 480 $ |
| 20 | 15 mai 2010       | Iron Man 2                                           | 52 041 005 $  |
| 21 | 21 mai 2010       | Shrek 4 : Il était une fin                           | 70 838 207 $  |
| 22 | 28 mai 2010       | Shrek 4 : Il était une fin                           | 43 311 063 $  |
| 23 | 4 juin 2010       | Shrek 4 : Il était une fin                           | 25 486 465 $  |
| 24 | 11 juin 2010      | Karaté Kid                                           | 55 665 805 $  |
| 25 | 18 juin 2010      | Toy Story 3                                          | 110 307 189 $ |
| 26 | 25 juin 2010      | Toy Story 3                                          | 59 337 669 $  |
| 27 | 2 juillet 2010    | Twilight, chapitre III : Hésitation                  | 64 832 191 $  |
| 28 | 9 juillet 2010    | Moi, moche et méchant                                | 56 397 125 $  |
| 29 | 16 juillet 2010   | Inception                                            | 62 785 337 $  |
| 30 | 23 juillet 2010   | Inception                                            | 42 725 012 $  |
| 31 | 30 juillet 2010   | Inception                                            | 27 485 245 $  |
| 32 | 6 aout 2010       | Very Bad Cops                                        | 35 543 162 $  |
| 33 | 13 aout 2010      | Expendables : Unité spéciale                         | 34 825 135 $  |
| 34 | 20 aout 2010      | Expendables : Unité spéciale                         | 16 968 032 $  |
| 35 | 27 aout 2010      | Takers                                               | 20 512 304 $  |
| 36 | 3 septembre 2010  | The American                                         | 13 177 790 $  |
| 37 | 10 septembre 2010 | Resident Evil : Afterlife                            | 26 650 264 $  |
| 38 | 17 septembre 2010 | The Town                                             | 23 808 032 $  |
| 39 | 25 septembre 2010 | Wall Street : L'argent ne dort jamais                | 19 011 188 $  |
| 40 | 1er octobre 2010  | The Social Network                                   | 22 445 653 $  |
| 41 | 8 octobre 2010    | The Social Network                                   | 15 451 991 $  |
| 42 | 15 octobre 2010   | Jackass 3D                                           | 50 353 641 $  |
| 43 | 22 octobre 2010   | Paranormal Activity 2                                | 40 678 424 $  |
| 44 | 29 octobre 2010   | Saw 3D                                               | 22 530 123 $  |
| 45 | 5 novembre 2010   | Megamind                                             | 46 016 833 $  |
| 46 | 12 novembre 2010  | Megamind                                             | 29 120 461 $  |
| 47 | 19 novembre 2010  | Harry Potter et les Reliques de la Mort - 1re partie | 125 017 372 $ |
| 48 | 26 novembre 2010  | Harry Potter et les Reliques de la Mort - 1re partie | 49 087 101 $  |
| 49 | 3 décembre 2010   | Raiponce                                             | 21 608 891 $  |
| 50 | 10 décembre 2010  | Le Monde de Narnia : L'Odyssée du Passeur d'Aurore   | 24 005 069 $  |
| 51 | 17 décembre 2010  | Tron : L'Héritage                                    | 44 026 211 $  |
| 52 | 24 décembre 2010  | Mon beau-père et nous                                | 19 151 498 $  |
| 53 | 29 décembre 2010  | Mon beau-père et nous                                | 25 766 485 $  |